# Plantae Junghuhnianae
Plantae Junghuhnianae (abrevido Pl. Jungh.) es un libro con descripciones botánicas que fue escrito por el botánico, micólogo, pteridólogo, briólogo, y algólogo holandés Friedrich Anton Wilhelm Miquel. Fue publicado en 5 partes en los años  1851-1857.